# Mesostigmatophyceae
Mesostigmatophyceae é um grupo basal de algas verdes, geralmente tratado ao nível taxonómico de classe, do qual apenas se conhece um género (Mesostigma) com duas espécies.

## Descrição
Durante muito tempo não foi possível determinar com certeza a posição das duas espécies deste grupo que estão validamente descritas. O grupo tem sido frequentemente considerado como grupo irmão de todas as restantes algas verdes, como um dos membros basais das Streptophyta, ou como parente próximo de Chaetosphaeridium.
Estudos mais recentes apontam para que Mesostigma, Chlorokybus e Spirotaenia formem um clade, constituindo o primeiro conjunto de algas verdes a divergir evolutivamente e a formar uma linhagem autónoma.